# Félix Marten
Félix Marten né Félix Paul Gabriel Marten est un acteur, réalisateur et chanteur français, né le 29 octobre 1919 à Remagen (Allemagne) et mort le 20 novembre 1992 à Saint-Cloud (France) d'une embolie pulmonaire.

## Biographie
Son père, d'origine finnoise, est horticulteur en Allemagne. Sa mère est gitane.
Pour fuir le nazisme, il vient en France avec ses parents et se réfugie à Cachan (Val-de-Marne). Obligé de travailler jeune, il fait plusieurs métiers : d'abord engagé comme vendeur à l'âge de 15 ans par Les Galeries Lafayette, il sera aussi employé dans une agence immobilière, marin-pompier, docker, boxeur, marchand de tapis.
Avec son physique de jeune premier il lui vient l'envie d'être acteur. Il s'inscrit aux cours dramatiques de Charles Dullin sur les conseils d'amis. La guerre éclate et il est requis au STO en Allemagne. À son retour il ambitionne de devenir chanteur de variétés. Il débute dans des cabarets à Paris, imitant Fernandel, puis en province et même outre-mer en Indochine. Édith Piaf le remarque, il s'ensuit une liaison amoureuse de 8 mois. Elle le conseille pour sa carrière future, le fait engager à Bobino et l'Olympia et lui prédit une grande carrière cinématographique. Il porte plusieurs noms d'artiste : Pierre Alma, puis Jean de Vix, puis Fredo, avant de reprendre son vrai nom en 1958.
Après avoir tourné une multitude de films avec des actrices comme Martine Carol,  Michèle Morgan ou Magali Noël ainsi que des acteurs comme Jean Gabin, il se fait oublier car ses apparitions très brèves vont l'éloigner de son métier d'acteur et sa carrière va en souffrir.
Il réapparaît sur scène pour la dernière fois en 1989 au Casino de Paris pour un ultime tour de chant.
Il réapparaîtra une dernière fois au cinéma dans un Scopitone de Claude Lelouch intégré dans le film Il y a des jours et des Lunes, pour la chanson La Rigolade qui avait été filmée en 1961.
Il repose au cimetière de Cachan.

### Vie privée
Divorcé deux fois, sa dernière épouse fut Fabienne Godard.

## Filmographie

### Cinéma
- 1946 : Rêves d'amour de Christian Stengel
- 1954 : L'Œil en coulisses de André Berthomieu
- 1955 : Si Paris nous était conté de Sacha Guitry : Le marquis de Mirabeau
- 1955 : Goubbiah, mon amour de Robert Darène : Spence, le directeur de la carrière de marbre
- 1956 : Pitié pour les vamps de Jean Josipovici : Paul Duke
- 1956 : Ascenseur pour l'échafaud de Louis Malle : Christian Subervie
- 1957 : Escapade de Ralph Habib : Angelo
- 1958 : Maxime d'Henri Verneuil : Hubert de Treffujean
- 1958 : Délit de fuite de Bernard Borderie : Fred Bartel
- 1959 : Le Saint mène la danse de Jacques Nahum : Simon Templar
- 1959 : Nathalie, agent secret de Henri Decoin : Jacques fabre
- 1960 : Le Huitième Jour de Marcel Hanoun : Georges
- 1961 : Dans la gueule du loup de Jean-Charles Dudrumet : Henry Barbier
- 1961 : En plein cirage de Georges Lautner : Félix
- 1962 : Le baron tzigane / Princesse tzigane (Der zigeunerbaron) de Kurt Wilhelm : Istvan Homonay
- 1962 : Le Roi des montagnes de Willy Rozier : Stavios
- 1964 : Le Bluffeur de Sergio Gobbi : Milord
- 1964 : La Bonne Soupe de Robert Thomas : Odilon
- 1964 : La baronne s'en balance (La Vedovella) de Sergio Siano : Corrado
- 1965 : La Corde au cou de Joseph Lisbona
- 1965 : Paris brûle-t-il ? de René Clément : Georges Landrieu
- 1966 : Tilt à Bangkok (Ray Master, l'inafferrabile) de Vittorio Sala
- 1968 : Le Pacha de Georges Lautner : Ernest
- 1969 : Le Temps des loups de Sergio Gobbi : Le patron du cabaret
- 1970 : La Horse de Pierre Granier-Deferre : Marc
- 1972 : Le Tueur de Denys de La Patellière : Campana
- 1972 : La guerre des espions / Bastos ou ma sœur préfère le colt 45 de Jean-Louis Van Belle : Peter Finshh
- 1978 : Coco la Fleur, candidat de Christian Lara : Denis Pauvert
- 1978 : Les Raisins de la mort de Jean Rollin : Paul
- 1979 : Vivre libre ou mourir de Christian Lara : Victor Schœlcher
- 1983 : Adieu foulards de Christian Lara : Georges
- 1983 : Baby cat de Pierre Unia : Henry L. Romeux
- 1986 : La Rumba de Roger Hanin : Raymond Leprince
- 1989 : Il y a des jours... et des lunes de Claude Lelouch : Le maire bouleversé

### Télévision
- 1958 : Week-end surprise (téléfilm) : Francis
- 1962 : Vincent Scotto (téléfilm) : Dalbret
- 1969 : Le trésor des Hollandais (série télévisée) : commissaire Boudot
- 1969 : Les Enquêtes du commissaire Maigret de François Villiers, épisode La Nuit du carrefour (série télévisée) : Oscar
- 1972 : Alexandre Bis (série télévisée) : Voudier
- 1974 : Le Temps des as (série télévisée) : Deperdussin
- 1981 : Messieurs les jurés (série télévisée) : Favernay
- 1983 : Vichy dancing (téléfilm) : Skortich
- 1993 : L'Affaire Seznec d'Yves Boisset (téléfilm) : Charles Huzo

## Chanson
L'œuvre de l'artiste dans la chanson est aussi très importante, éditée par La Voix de son maître (Pathé-Marconi). Il va enregistrer pas moins de 29 Super 45 tours et de très nombreux albums 33 tours. Également de très nombreuses compilations seront éditées.
Liste non exhaustive
Super 45 tours
- Mes vacances / Ma fête à moi / Bal de Vienne / Princesse du bastringue -7 EGF 363 - 1962
- Je t'aime, mon amour / T'en as une belle cravate / Les Sauterelles / Spendide -7 EGF 316 - 1958
- Hector / Fais-moi un chèque / Sacré Président / La Belle Vie -7 EGF 273 - 1957
- Please, barman / Mon p'tit paradis / La Marie vison / Fais pas l'malin -7 EGF 233 - 1956
- Des filles sensass ! / La Saint-amour / Où sont les pépés / Mais le sam'di soir -7 EGF 191 - 1956

## Théâtre
- 1961 : Liliom de Ferenc Molnár, mise en scène Jean-Pierre Grenier, Théâtre de l'Ambigu